# Agdistis cypriota
Agdistis cypriota is een vlinder uit de familie vedermotten (Pterophoridae). De wetenschappelijke naam is voor het eerst geldig gepubliceerd in 1983 door Arenberger.
De soort komt voor in Europa.